# Joseph Boyden
Joseph Boyden (född 31 oktober 1966 i Willowdale, Ontario) är en kanadensisk roman- och novellförfattare som främst är känd för sina skildringar av Nordamerikas ursprungsbefolkning.  

### Romaner
- Three Day Road, Penguin Canada, 2005
- Through Black Spruce, Penguin Canada, 2008
- The Orenda, Penguin Canada, 2013
- Wenjack, Penguin Canada, 2016

### Noveller
- Born With a Tooth, Cormorant Books, 2001

### Facklitteratur
- From Mushkegowuk to New Orleans: A Mixed Blood Highway. NeWest, 2008
- Extraordinary Canadians: Louis Riel And Gabriel Dumont. Penguin Canada, 2010
- Kwe: Standing With Our Sisters. (Antologi; redaktör) Penguin Canada, 2014

## Priser och utmärkelser
- Three Day Road vann Amazon/Books in Canada First Novel Award och Rogers Writers' Trust Fiction Prize 2006.
- Through Black Spruce vann 2008 Scotiabank Giller Prize.
- The Orenda vann Canada Reads i mars 2014.